# Schloss Hillstett

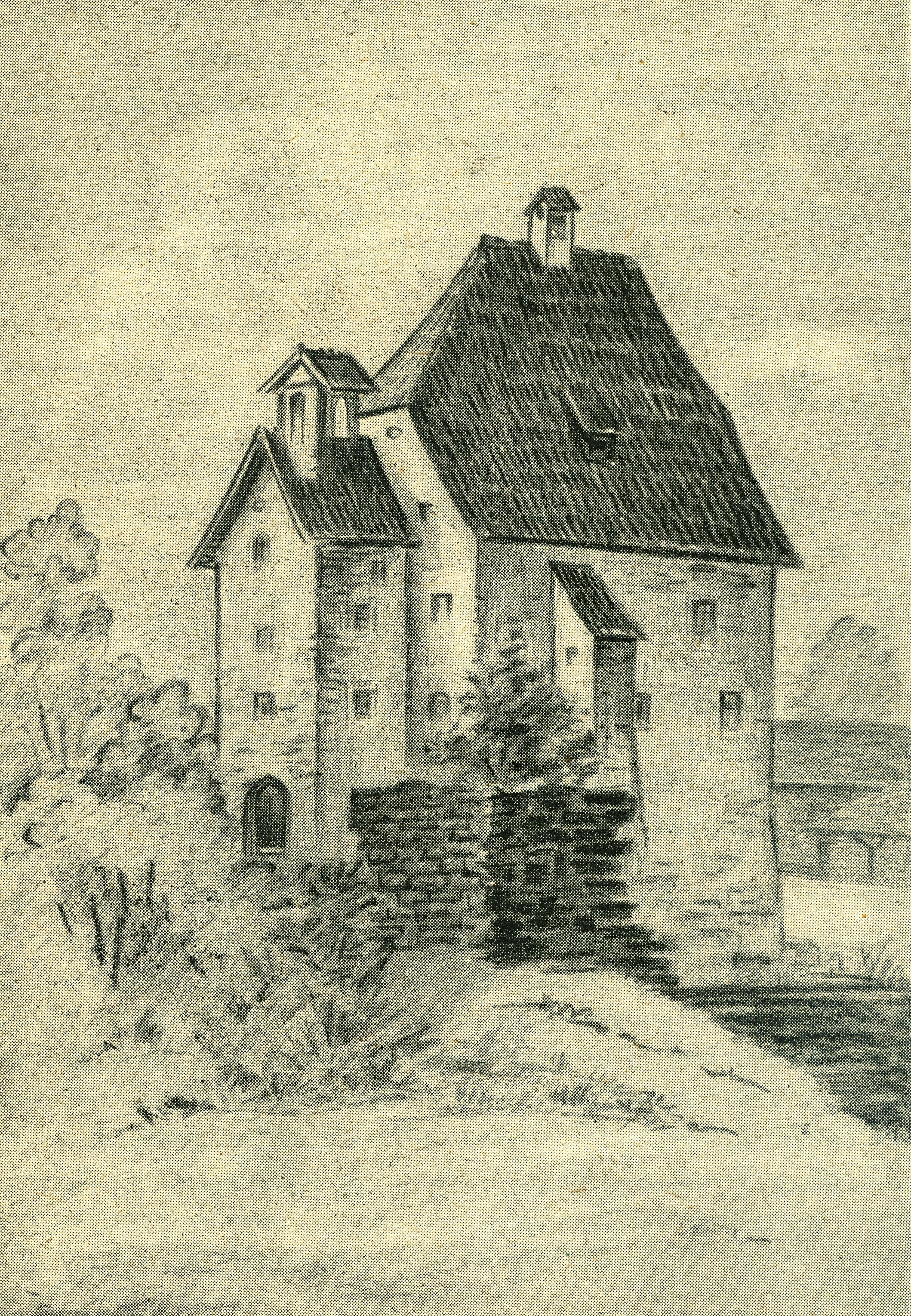
Schloss Hillstett um 1904

Das abgegangene Schloss Hillstett befand sich in dem gleichnamigen Ortsteil der oberpfälzischen Stadt Rötz im Landkreis Cham von Bayern.

## Geschichte
Hillstett (Zihullisteti) war ein mittelalterliches Königsgut und erscheint am 28. April 1017 in einer Schenkungsurkunde von Kaiser Heinrich II. an das Bistum Bamberg. Ein Klosterbruder Chunradus Hulstet wird 1261 in einer Schenkungsurkunde an das Kloster Schönthal genannt. Zwischen diesem Kloster und Hillstett sind aufgrund verschiedener Urkunden enge Beziehungen anzunehmen. 1271 erscheint ein Heinricus de Hulsteten als Zeuge einer Schenkung von Chunradus und Reimbotho de Swarzenburch an das Kloster. Graf Wernhardus von Leonberg trat 1281 mehrere Güter an das Kloster ab, die vorher ein Chonradus de Gicenrvt (= Kitzenried, heute ein Ortsteil von Neukirchen-Balbini) und der Heinricus Hvlstetarius zu Lehen hatten. Ferner befand sich ein frater Chunradus de hvlsteten 1303 und 1304 unter den Zeugen einer Güterübertragung an das Kloster. Am 27. Oktober 1309 bestätigte Bischof Konrad von Regensburg dem Kloster Schönthal das Patronatsrecht über die Kirche in Rötz und die Ernennung des Ulrichs des Hubstaeters zum vicarius. Ein Chunrat der Hulsteter zu Tann bestätigte einen Kauf zweier Lehen des Weichmanns des Hulsteters durch das Kloster. 1343 und 1355 sind Fridreich und Gerl die Hulsteter im Zusammenhang mit Verkäufen an das Kloster belegt.
1390 tritt Hans der Gruber zu Hulsteten als Bürge eines Grundverkaufes auf. 1419 besaß ein Ulrich Gruber Hillstett und Thann. 1440 ist Ulrichs Sohn Ludwig als Besitzer auf beiden Gütern nachweisbar und 1474 Balthasar Gruber. Auf die Gruber folgt ab 1488 ein Hanns Schlammerdorfer in Hillstett. 1518 und 1525 ist Achatz Nothafft mit beiden Gütern immatrikuliert. Dieser war mit der Tochter Barbara des Ludwig Gruber verehelicht, er selbst stammt als Achatz I. aus der Bodensteiner Linie der Familie Notthafft. Vorausgegangen ist eine Einigung vom 17. Mai 1500 vor dem Hofgericht in Amberg mit Hans von Schlammersdorf, wahrscheinlich seinem Schwager; danach sind beide Güter im Besitz der Nothaftts. Nach dem Tod des Achaz I. folgt ihm 1526 sein Sohn Achaz der Jüngere, der von 1530 bis 1545 gemeinsam mit seinem Bruder Engelhard hier immatrikuliert ist. 1548 ist Engelhard Nothafft allein eingeschrieben, nach seinem Tod (vermutlich 1550) sind namentlich nicht genannte Erben im Landsassenverzeichnis vermerkt. Ein Wolf Nothafft erscheint 1566 auf Thann und ab 1584 auf Thann und Hillstett. Zwischen 1600 und 1615 verwalteten Oswald Kolb und Hanns Jakob Lindthardt als Vormünder für Alexander Nothafft das Gut Hillstett. Der genannte Alexander huldigte am 29. Juni 1615, vertauschte Hillstett jedoch gegen das Gut Grub an den Wolff Albrecht Notthafft. Nach dessen Tod († 1621) erbt sein Sohn Hanns Heinrich Notthafft von Wernberg, der spätere Reichshofrat, kaiserliche Gesandte und erste Graf der Wernberger Linie, Hillstett. 1628 verkaufte dieser Hillstett an Wolf Georg von Schönstein; dieser starb noch im gleichen Jahr und so kam das Erbe an den Georg Wilhelm von Schönstein, der 1652 huldigte, aber bereits 1654 verstarb.
Während des Dreißigjährigen Krieges hatte auch Hillstett zu leiden, was man daran erkennen kann, dass die Steuersumme des Orts auf ein Drittel fiel. Nächster Besitzer von Hillstein ist Gottfried Wolf Auer, der die Tochter des Georg Wilhelm geheiratet hatte. Dieser legte am 12. Mai 1664 die Landsassenpflicht ab. 1673 wurde Histett an seinen Schwager Sigmund Prenner († 1675) verkauft. Dieser informierte die kurfürstliche Regierung noch im gleichen Jahr, dass Hillstett als Witwensitz für seine Ehefrau Maria Magdalena, geborene Leoprechting, dienen sollte. Der noch von Prenner angestellte Richter Balthasar Rößler leistete 1675 die Landsassenpflicht für die Maria Prenner. 1679 wurde das Gut an deren Schwager Gerhard Christoph Zollner verkauft. 1688 erwarb Johann Lorenz von Leoprechting Hillstett von seiner Schwester Elisabeth Sara Zollnerin, der Witwe des Gerhard Zollner. Johann Lorenz von Leoprechting wurde erst 1693 hier immatrikuliert. Nach seinem Tod († 17. Februar 1696) verwaltete seine Witwe Maria Susanna bis 1717 das Landgut. In diesem Jahr kam Hillstett an den Johann Lorenz Gottfried von Leoprechting, den Stiefsohn der Maria Susanna. Johann Lorenz Gottfried Freiherr von Leoprechting verstarb am 3. April 1749. Im gleichen Jahr setzte sich dessen Sohn Johann Joseph in den Besitz von Hillstett, der sich aber mit seinen drei Stiefgeschwistern aus der Ehe des Johann Lorenz mit Sara Genofeva von Satzenhofen auseinandersetzen musste. Nach verschiedenen Versuchen, die Schulden und die Erbverpflichtungen zu lösen, wurde Hillstett am 6. August 1751 an Christoph Ignatz Philibert Schrenck von Notzing verkauft († 1774). Nach dessen Tod beanspruchte die Witwe Maria Barbara Schrenck von Notzing im Namen ihres minderjährigen Sohnes Georg Sebastian Hillstett, die Tochter Aloysia, Nonne im Kloster Geisenfeld, wurde mit Geld abgefunden. Maria Barbara Schrenck von Notzing verstarb am 10. September 1803; noch am gleichen Tag nahm ihr Sohn Sebastian Freiherr von Schrenck von Hillstett Besitz.
Am 15. Dezember 1819 beantragte Sebastian Wenceslaus Ignatz Freiherr von Schrenk die Errichtung eines Patrimonialgerichts II. Klasse für seine Landgüter Hillstett und Thann. Dies wurde ihm noch im gleichen Jahr genehmigt. Das Gut Thann hatte Freiherr von Schrenk 1813 von dem Vorbesitzer Michael Gillitzer erworben. Am 25. November 1848 wurde die Gerichtsbarkeit an den Staat übertragen, nachdem die Familie Schrenk auf die Jurisdiktionsrechte verzichtet hatte. Im 19. Jahrhundert verkauften die Schrenck von Notzing das Gut in bürgerliche Hände. Im Jahre 1905 berichtet der Kalender für katholische Christen: Zuletzt besaßen diese Hofmark, welche mit Thann ein sogen. Patrimonialgericht II. Klasse bildete, die Familie Schrenk. Die Mutter des ehemaligen bayr. Ministers Excellenz Freiherrn von Schrenk, gest. 1803, ist in Seebarn begraben, ihr Grabstein an der Kirchenmauer eingelassen, ist noch vorhanden. Seit ca. 30 Jahren (ca. 1870) ist das große Schloßgut mit schönen Waldungen verkauft und zertrümmert. Das Schloßgebäude selbst ist im Besitz eines Bauern. Nach wenigen Jahren wird das ehemals hübsche Gebäude gänzlich zerfallen sein, nachdem jetzt bereits der Regen ungehindert eindringen kann.

## Baulichkeit
1924 stürzte das baufällige Schlossgebäude ein und wurde in der Folge als Steinbruch benutzt. 1939 war aus dem Schloss eine Ruine geworden. Die letzten Reste des Schlosses Hillstett wurden im Jahr 1972 abgetragen. Eine Ansicht aus dem Jahr 1904 zeigt noch ein mächtiges, drei bis vier Etagen hohes Gebäude mit Krüppelwalmdach. Auf der Ostseite war ein vermutlich quadratischer, etwas niedrigerer Anbau mit einem Dachreiter angefügt. Auf der nördlichen Traufseite war dem Hauptgebäude ein pultbedachter Erker, vielleicht ein Abortanbau, angefügt.